# Tuxenentulus rockyensis
Tuxenentulus rockyensis är en urinsektsart som beskrevs av Imadaté 1981. Tuxenentulus rockyensis ingår i släktet Tuxenentulus och familjen lönntrevfotingar. Inga underarter finns listade i Catalogue of Life.